# Paola Zamagni
Paola Zamagni (Cesena, 1961) è una scenografa e arredatrice di scena italiana.
Nata a Cesena nel 1961, ha esordito sul set in produzioni sulla riviera romagnola. Nel 2021 è premiata con il David di Donatello al miglior scenografo per Volevo nascondermi.

## Filmografia

### Assistente scenografo
- Abbronzatissimi, regia di Bruno Gaburro (1991)
- Abbronzatissimi 2 - Un anno dopo, regia di Bruno Gaburro (1993)
- Abissinia, regia di Francesco Ranieri Martinotti (1993)
- Asini, regia di Antonello Grimaldi (1999)

### Arredatrice di scena

#### Cinema
- Blue Line, regia di Antonino Lakshen Sucameli (1996)
- L'inverno, regia di Nina Di Majo (2002)
- Melissa P., regia di Luca Guadagnino (2005)
- Volevo nascondermi, regia di Giorgio Diritti (2020)
- Vecchie canaglie, regia di Chiara Sani (2022)

#### Televisione
- Il segreto dell'acqua – serie TV, 6 episodi (2011)

### Scenografa
- E allora mambo!, regia di Lucio Pellegrini (1999)
- Albakiara - Il film, regia di Stefano Salvati (2008)
- Sopra le nuvole, regia di Sabrina Guigli e Riccardo Stefani (2008)
- Sanguepazzo, regia di Marco Tullio Giordana (2008)
- Regalo a sorpresa, regia di Fabrizio Casini (2013)
- Tutto liscio, regia di Igor Maltagliati (2019)
- Est - Dittatura Last Minute, regia di Antonio Pisu (2020)
- Sulla stessa onda, regia di Massimiliano Camaiti (2021)